# Martha Scott
Martha Scott (Jamesport, Missouri, 22 de setembre de 1912 − Van Nuys, Califòrnia, 28 de maig de 2003) va ser una actriu i productora estatunidenca.

## Biografia[1]

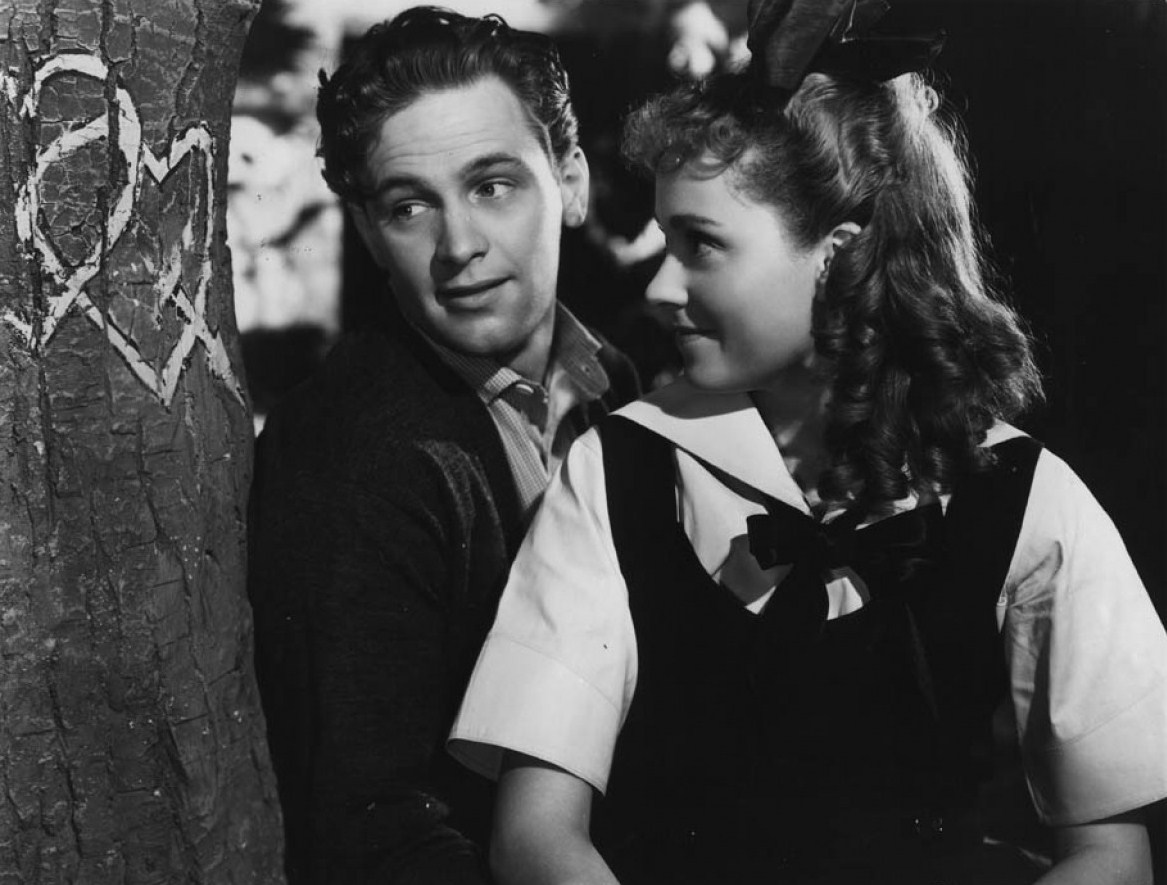
Martha Scott amb William Holden a El nostre poble (1940)

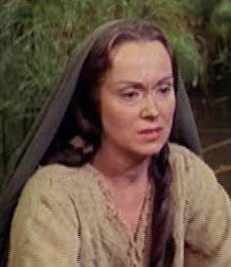
Martha Scott a Els Deu Manaments (1956)

Va néixer a Jamesport (Misouri). Es va interessar per l'actuació a l'escola secundària, on va obtenir un grau universitari el 1934, abans d'aconseguir el seu desig d'actuar. Va treballar amb el Globe Theatre troupe en una obra curta de Shakespeare en el Century of Progress World's Fair de Chicago, Illinois entre 1933 i 1934.
Scott accidentalment va viatjar a la ciutat de Nova York, on va realitzar un càsting per al paper d'Emily Webb a la producció de Broadway El nostre poble del guanyador del Premi Pulitzer, Thornton Wilder. Va debutar el 1938 amb aquesta producció obtenint una nominació a l'oscar a la millor actriu per la seva interpretació. Scott va ser coprotagonista amb William Holden, que va fer el paper de George Gibbs.
Martha mai no va aconseguir obtenir novament un èxit d'aquesta magnitud, encara que va aparèixer en pel·lícules com The Howards of Virginia, The Desperate Hours, Els Deu Manaments, Ben Hur, Airport 1975 i The Turning Point. Scott va treballar en tres ocasions amb l'actor Charlton Heston, a Els Deu Manaments (1956) i Ben Hur (1959), en ambdós va interpretar el paper de la mare d'Heston i Airport 1975 on va interpretar el paper de la germana Beatrice, sent Heston el capità de l'aeronau, Alan Murdock.
El 1968 Marta Scott, Henry Fonda i Robert Ryan van formar una companyia de producció teatral anomenada "The Plumstead Playhouse". Posteriorment forma la Plumstead Theatre Company i es traslladen a Los Angeles, Califòrnia. Aquesta companyia va produir importants pel·lícules com First Monday in October, amb Walter Matthau i Jane Alexander entre d'altres, sent Scott la coproductora.
La seva última producció, Twelve Angry Men va ser representada per Henry Fonda en el Teatre de Hollywood, Califòrnia.

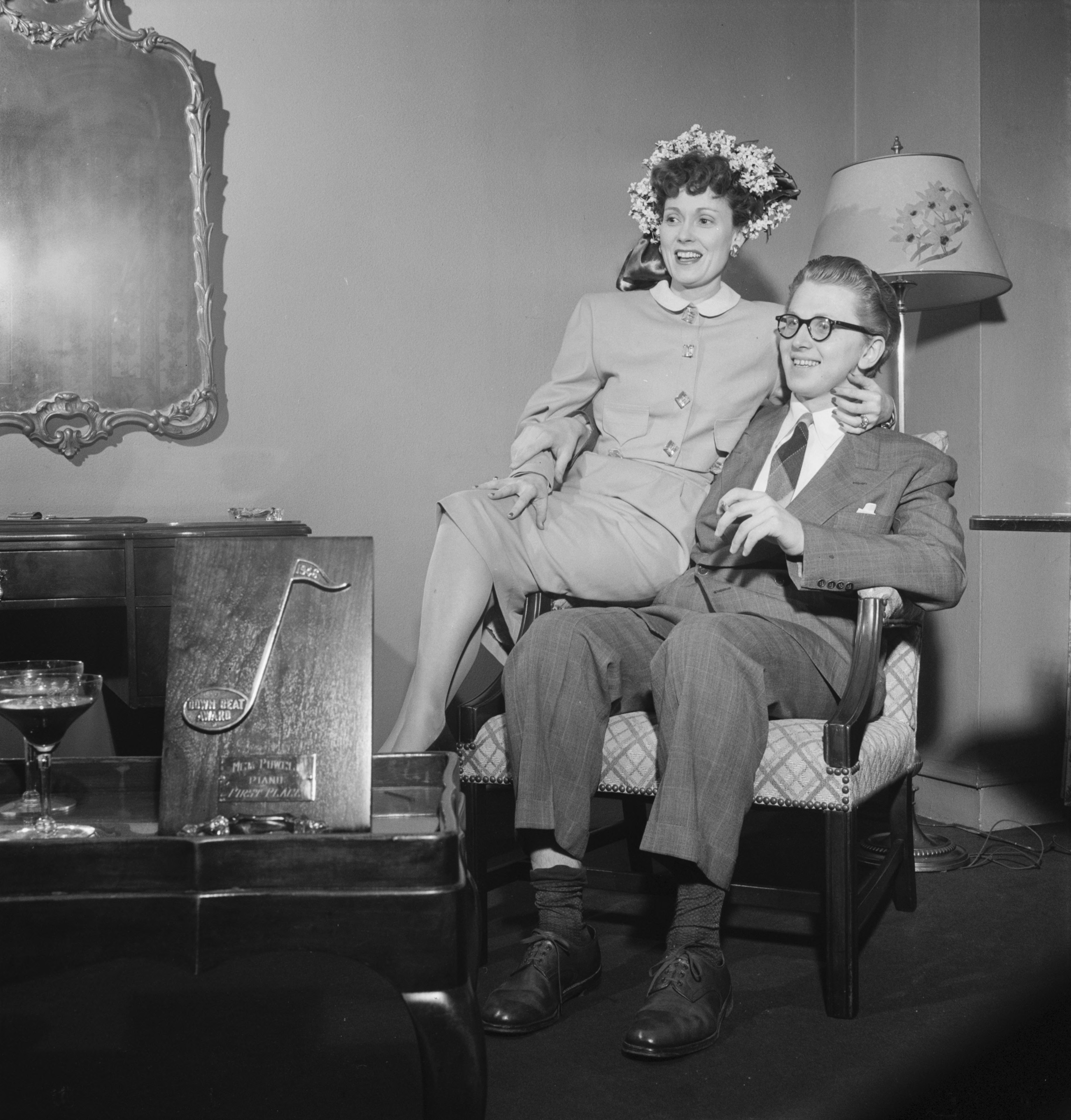
Martha Scott amb el seu espòs Mel Powell (1947)

En el món de la televisió Martha també va destacar en sèries regulars com Modern Romances (1954-1958) com a amfitriona i narradora. Potser el seu personatge més conegut va ser en "The Bob Newhart Show" (1972-1977) com Martha Hartley. En els anys 1970, Scott actua a Bob Newhart's mother, el xou de la CBS per a la televisió. També va interpretar la mare de Linda Gray en la sèrie Dallas.
Martha Scott va tenir una extraordinària carrera, creant memorables rols, sent recordada com una actriu de gran talent, tanmateix en els nostres dies, el seu treball és poc difós a causa que mai no va ser considerada pels grans estudis com una actriu destacada.

## Vida personal
En la seva vida personal, el seu primer matrimoni va ser el 1940 amb el productor de cinema i ràdio, Carlton Alsop, amb qui va tenir un fill el nom del qual va ser Carlton Scott Alsop. El segon matrimoni va ser amb el músic, compositor i professor universitari Mel Powell el 1946 i aquest enllaç va durar 52 anys, fins a la mort de Powell el 1998. Van tenir dues filles, Mary i Kathleen Powell.
Martha Scott va morir de causa natural, el 28 de maig de 2003 a Van Nuys, Califòrnia, a l'edat de 90 anys, sent enterrada juntament amb el seu espòs Mel Powell. Té una estrella en el Passeig de la Fama de Hollywood, al costat del Fonda Theatre .

## Filmografia

### Actriu
- 1940: El nostre poble (Our Town): Emily Webb
- 1940: The Howards of Virginia: Jane Peyton Howard
- 1941: Cheers for Miss Bishop: Ella Bishop
- 1941: They Dare Not Love: Marta Keller
- 1941: One Foot in Heaven: Hope Morris Spence
- 1943: Hi Diddle Diddle: Janie Prescott Phyffe
- 1943: In Old Oklahoma: Catherine Elizabeth Allen
- 1947: So Well Remembered: Olivia
- 1949: Strange Bargain: Georgia Wilson
- 1951: When I Grow Up: Mother Reed (1890's)
- 1954: Modern Romances (sèrie TV): Host / narrador (1954-58)
- 1955: The Desperate Hours: Eleanor 'Ellie' Hilliard
- 1956: Els Deu Manaments (The Ten Commandments): Yochabel
- 1957: Eighteen and Anxious: Lottie Graham
- 1957: Sayonara: Mrs. Webster
- 1959: Ben Hur: Miriam
- 1973: The Devil's Daughter (TV): Mrs. Stone
- 1973: La teranyina de la Carlota (Charlotte's Web): Mrs. Arable (veu)
- 1974: Sorority Kill (TV)
- 1974: The Man from Independence: Mamma Truman
- 1974: Thursday's Game (TV): Mrs. Reynolds
- 1974: Murder in the First Person Singular (TV): Mrs. Emerson
- 1974: Airport 1975: Sor Beatrice
- 1975: Lemonade (TV)
- 1975: The Abduction of Saint Anne (TV): Mare Michael
- 1975: Columbo: Temporada 4, Episodi 5: Play Back (Sèrie TV): Margaret Meadis
- 1975: The Bionic Woman (TV): Helen Elgin
- 1975: Medical Story (TV): Miss McDonald
- 1977: The Turning Point: Adelaide
- 1978: The Word (fulletó TV): Sarah Randall
- 1979: Charleston (TV): Mrs. Farrell-Aunt Louisa
- 1979: Dallas (sèrie TV): Patricia Shepard
- 1980: Beulah Land (fulletó TV): Penelope Pennington
- 1980: Father Figure (TV): Hilda Wollman
- 1980: Secrets of Midland Heights (sèrie TV): Margaret Millington (1980-1981)
- 1981: First Monday in October: Cameo
- 1983: Summer Girl (TV): Martina Shelburne
- 1983: Adam (TV): Gram Walsh
- 1963: General Hospital (sèrie TV): Jennifer Talbot (1985-1986)
- 1986: Adam: His Song Continues (TV): Gram Walsh
- 1987: Arabesque (TV): Georgia Wilson
- 1988: Doin' Time on Planet Earth: Virginia Camalier
- 1989: Love and Betrayal (TV): Ginger
- 1990: Daughter of the Streets (TV): Sarah

### Anècdota
Martha Scott interpretà dues vegades el paper de la mare de Charlton Heston:
- 1956 a "Els Deu Manaments" de Cecil B. DeMille
- 1959 a "Ben Hur" de William Wyler

### Productora
- 1981: First Monday in October

## Premis i nominacions

### Nominacions
- 1941. Oscar a la millor actriu per El nostre poble